# Eboda
Eboda es un género de polillas tortrícidas categorizado en la tribu Tortricini, de la subfamilia Tortricinae. Fue descrito por Walker en 1866.

## Especies
- Eboda bryochlora Diakonoff, 1960
- Eboda chloroclistis Razowski, 1964
- Eboda chrisitis Razowski, 1964
- Eboda diakonoffi Razowski, 1964
- Eboda discobola Diakonoff, 1948
- Eboda dissimilis Liu y Bai, 1986
- Eboda ethnia Razowski, 1991
- Eboda smaragdinana Walker, 1866
- Eboda virescens Razowski, 1964